# Uri Ilan
 (avril 2023).
Si vous disposez d'ouvrages ou d'articles de référence ou si vous connaissez des sites web de qualité traitant du thème abordé ici, merci de compléter l'article en donnant les références utiles à sa vérifiabilité et en les liant à la section « Notes et références ».
Uri Ilan (en hébreu : אורי אילן) est un militaire israélien né au kibboutz Gan-Shmuel le 17 février 1935 et mort dans les geôles syriennes le 13 janvier 1955.
Fils de Feige et Shlomo, Uri Ilan étudie au kibboutz avant d'être enrôlé dans les rangs de Tsahal en 1953, dans l'unité Golani. Le 8 décembre 1954, il participe à une opération des services de renseignements au-delà des lignes syriennes ennemies. Le commando est alors repéré et Uri tombe aux mains des Syriens.
Après 35 jours d'interrogatoires violents, de torture, Uri Ilan se suicide. On retrouve sur son corps sept notes qu'il avait pris soin de dissimuler ; sur l'une d'elles est inscrit : « Je n'ai pas trahi, je me suis suicidé ».
Uri Ilan est inhumé au cimetière de Gan-Shmuel avec les honneurs militaires.